# Obirska ulica, Ljubljana
Obirska ulica je ena izmed ulic v Zgornji Šiški (Mestna občina Ljubljana). 

## Poimenovanje
Ulica je bila uradno poimenovana 3. maja 1938 po vrhu Obir v Karavankah; predhodno je imela domače ime Perkova ulica. 

## Urbanizem
Prične se na križišču s Celovško cesto, medtem ko se konča v križišču s Goriško ulico. Od glavne ceste se odcepita še dva kraka Obirske ceste, ki se oba nato priključita na Ljubeljsko ulico.